# Carvalho de Rei
Carvalho de Rei é uma povoação portuguesa do Município de Amarante que foi sede da extinta Freguesia de Carvalho de Rei, freguesia que tinha 7,27 km² de área e 187 habitantes (2011), e, por isso, uma densidade populacional de 25,7 hab/km².
A Freguesia de Carvalho de Rei foi extinta em 2013, no âmbito de uma reforma administrativa nacional, tendo sido agregada às freguesias de Bustelo e Carneiro, para formar uma nova freguesia denominada União das Freguesias de Bustelo, Carneiro e Carvalho de Rei, territorialmente contínua com sede em Bustelo.
A Freguesia de Carvalho de Rei era uma das poucas freguesias portuguesas territorialmente descontínuas, consistindo em duas partes de extensão muito diferente: a parte principal (90% do território da freguesia) e um exclave (lugar de Pardinhas) a leste, quase encravado na antiga freguesia de Bustelo, não fosse uma pequeníssima confrontação a leste que, apesar de não ultrapassar umas centenas de metros, ainda era dividida entre a antiga freguesia de Carneiro (Amarante) e a freguesia de Loivos do Monte (Baião).

## Aldeia do Castelo
A aldeia do Castelo fica na rota das aldeias típicas de Carvalho de Rei/Amarante. onde ainda são visíveis vários espigueiros em pedra.

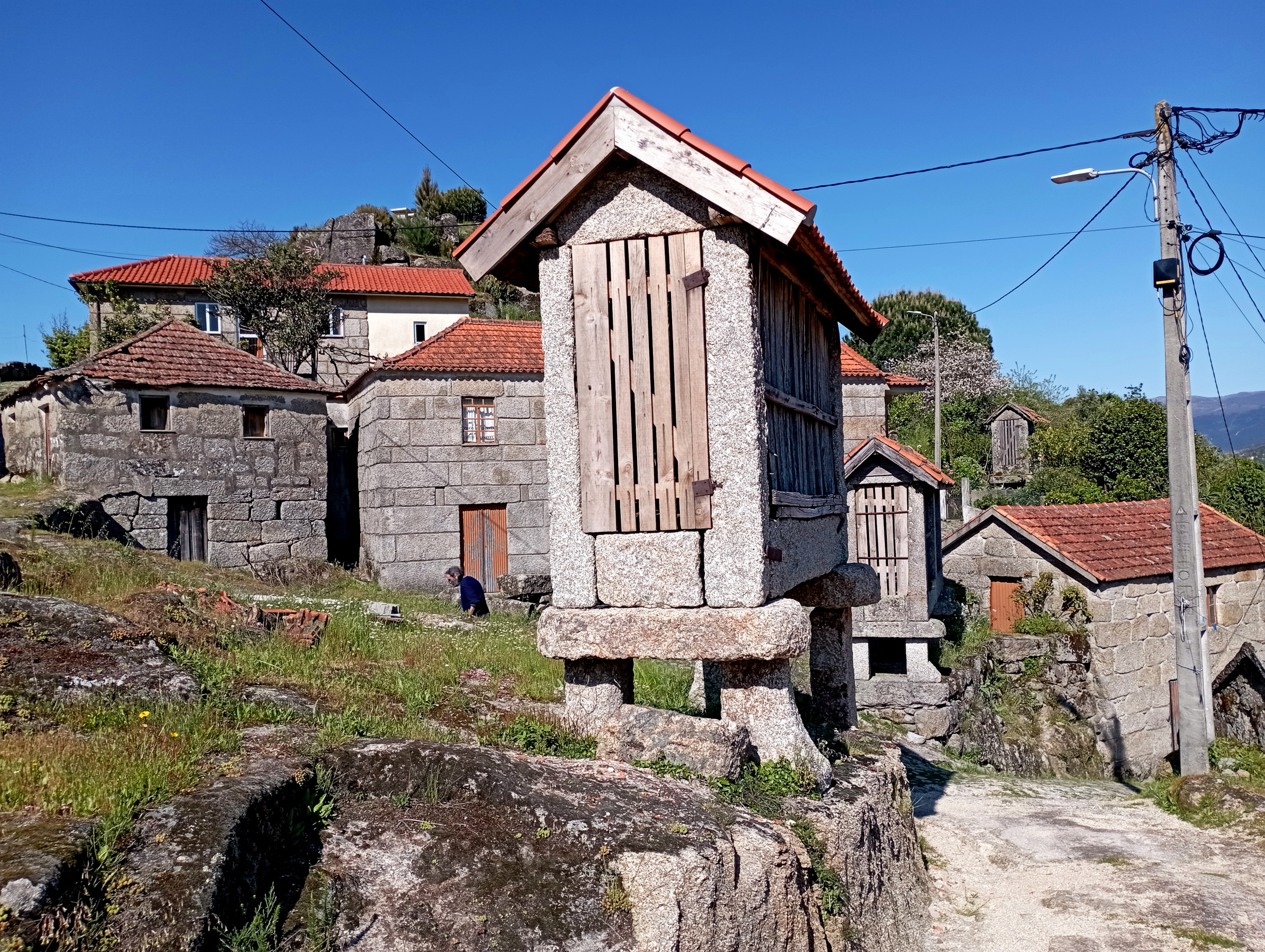
Espigueiros em pedra na aldeia do Castelo.

## População

Antigas freguesias que deram origem à União das Freguesias de Bustelo, Carneiro e Carvalho de Rei (Amarante).

| População da freguesia de Carvalho de Rei | População da freguesia de Carvalho de Rei | População da freguesia de Carvalho de Rei | População da freguesia de Carvalho de Rei | População da freguesia de Carvalho de Rei | População da freguesia de Carvalho de Rei | População da freguesia de Carvalho de Rei | População da freguesia de Carvalho de Rei | População da freguesia de Carvalho de Rei | População da freguesia de Carvalho de Rei | População da freguesia de Carvalho de Rei | População da freguesia de Carvalho de Rei | População da freguesia de Carvalho de Rei | População da freguesia de Carvalho de Rei | População da freguesia de Carvalho de Rei |
| ----------------------------------------- | ----------------------------------------- | ----------------------------------------- | ----------------------------------------- | ----------------------------------------- | ----------------------------------------- | ----------------------------------------- | ----------------------------------------- | ----------------------------------------- | ----------------------------------------- | ----------------------------------------- | ----------------------------------------- | ----------------------------------------- | ----------------------------------------- | ----------------------------------------- |
| 1864                                      | 1878                                      | 1890                                      | 1900                                      | 1911                                      | 1920                                      | 1930                                      | 1940                                      | 1950                                      | 1960                                      | 1970                                      | 1981                                      | 1991                                      | 2001                                      | 2011                                      |
| 392                                       | 411                                       | 414                                       | 411                                       | 470                                       | 463                                       | 476                                       | 534                                       | 531                                       | 484                                       | 367                                       | 316                                       | 255                                       | 209                                       | 187                                       |

| Distribuição da População por Grupos Etários | Distribuição da População por Grupos Etários | Distribuição da População por Grupos Etários | Distribuição da População por Grupos Etários | Distribuição da População por Grupos Etários | Distribuição da População por Grupos Etários | Distribuição da População por Grupos Etários | Distribuição da População por Grupos Etários | Distribuição da População por Grupos Etários | Distribuição da População por Grupos Etários |
| -------------------------------------------- | -------------------------------------------- | -------------------------------------------- | -------------------------------------------- | -------------------------------------------- | -------------------------------------------- | -------------------------------------------- | -------------------------------------------- | -------------------------------------------- | -------------------------------------------- |
| Ano                                          | 0-14 Anos                                    | 15-24 Anos                                   | 25-64 Anos                                   | > 65 Anos                                    |                                              | 0-14 Anos                                    | 15-24 Anos                                   | 25-64 Anos                                   | > 65 Anos                                    |
| 2001                                         | 23                                           | 29                                           | 94                                           | 63                                           |                                              | 11,0%                                        | 13,9%                                        | 45,0%                                        | 30,1%                                        |
| 2011                                         | 22                                           | 17                                           | 100                                          | 48                                           |                                              | 11,8%                                        | 9,1%                                         | 53,5%                                        | 25,7%                                        |